# Hegyi Péter
Hegyi Péter (Szeged, 1972. április 8. –) magyar kutatóorvos, 2017-ig nemzetközi labdarúgó-játékvezető és asszisztens. A Magyar Tudományos Akadémia doktora, a Pécsi Tudományegyetem Transzlációs Medicina Intézet intézetvezető egyetemi tanára, a Semmelweis Egyetem Transzlációs Medicina Központjának igazgatója, az Európai Tudományos Akadémia (AE) tagja, illetve 2019-től az AE Klinikai Osztályának elnökhelyettese. Kutatóként úttörő munkát végzett a hasnyálmirigy vezetéksejtjeinek élettani és kórélettani működésének feltárásában. Az ő nevéhez köthető a krónikus pancreatitis kialakító tripszin-mediálta ördögi kör felfedezése. Programigazgatója a multigenerációs tehetséggondozó programnak, a Szegedi Tudós Akadémiának, valamint az annak talaján létrejött Nemzeti Tudósképző Akadémiának.

## Családi háttér, tanulmányai
Édesapja Hegyi András (1946–1988) történész, édesanyja Madarász Éva orvos. Két lánytestvére van. Felesége Szabó Szilvia.
Általános iskolai tanulmányait a szegedi Juhász Gyula Tanárképző Főiskola 1. sz. Gyakorló Általános Iskolájában végezte, míg középiskolába a nagyhírű Radnóti Miklós Kísérleti Gimnáziumba járt. Egyetemi tanulmányait 1990-ben kezdte meg az akkor még Szent-Györgyi Albert Orvostudományi Egyetemnek (SZOTE) nevezett (ma Szegedi Tudományegyetem Általános Orvostudományi Kar) intézményben. Diplomáját is itt szerezte 1996-ban. PhD-fokozatot 2002-ben szerzett az SZTE Elméleti Orvostudományok Doktori Iskolában, témája: Az endokrin-exokrin interakció vizsgálata pancreatitisben. 2009-ben habilitált a SZTE Interdiszciplináris Orvostudományok Doktori Iskolájában. Akadémiai doktori értekezését, melynek címe: A gasztrointesztinalis epitél sejtek működése, 2011-ben védte meg a Magyar Tudományos Akadémián. Az általános orvosi diploma átvételét követően belgyógyász (2002.), gasztroenterológus (2013.) és klinikai farmakológus (2018.) szakvizsgát tett. 2018 óta tagja az Európai Tudományos Akadémiának (Academia Europaea), mely szervezet Klinikai Osztályának 2019 óta elnökhelyettese is. Több külföldi tanulmányúton vett részt. Vendégkutató volt a Kaliforniai Egyetemen (UCSD), a Liverpool Egyetemen, a Columbia Egyetemen és a Newcastle Egyetemen, ahol korábban posztdoktorként is tevékenykedett. Összesen több mint 46 hónapot töltött külföldi kutatóhelyeken.

## Tudományos munkásság
Hegyi Péter professzor jelenleg főállásban a Pécsi Tudományegyetem ÁOK Transzlációs Medicina Intézet vezetője, de professzorként irányítja munkacsoportját korábbi munkahelyén, a Szegedi Tudományegyetem Általános Orvostudományi Karán is. 
Fő kutatási területe a hasnyálmirigy (pancreas) vezetéksejtek élettani és kórélettani működésének feltárása. Munkássága közül kiemelkedő a krónikus pancreatitis-t (krónikus hasnyálmirigy gyulladást) kialakító tripszin-mediálta ördögi kör felfedezése, mely új terápiás célpontokat nyit meg a hasnyálmirigy (pancreatitis) gyulladás kezelésében. Elsőként igazolta, hogy a pancreatitist kiváltó toxikus faktorok súlyosan gátolják a CFTR csatorna aktivitását, mely folyamat komoly szerepet tölt be a pancreatitis kialakulásában. Ezen kutatásait 2014-2019 között a Magyar Tudományos Akadémia Lendület programjának ösztöndíjasként folytatta Szegeden.
Tudományos munkássága során 254 közleményt publikált, Hirsch indexe 41, citációinak száma 6300, publikációinak impakt factora 1000 feletti. Több európai orvostársaság (EPC, UEG), elnöke, főtitkára, vezetőségi tagja. Munkacsoportjának eddig már 21 olyan PhD-hallgatója van, akik doktori fokozatot szereztek, eddig 25 TDK (Tudományos Diákkör) hallgató témavezetője volt, akik összesen 69 előadást tartottak, mely során 21 díjat nyertek. 45 alkalommal sikerült diákjait rangos nemzetközi egyetemekre kijuttatni, mint például a National Institutes of Health (NIH), a Harvard és a Heidelbergi Egyetem.
Hegyi Péter számtalan kutatási pályázattal rendelkezik. Az elmúlt 20 évben az általa elnyert összes kutatási pénzek összege: 9,194,080 Euro. Több kiváló újság (Gut, Gastroenterology, The Journal of Physiology, Cell Calcium, Pancreatology Frontiers Physiology, stb.) szerkesztője illetve közleményeik hivatalos bírálója. Több mint 100 alkalommal hívták meg state-of-the-art előadásra külföldre, beleértve rangos nemzetközi tudományos szervezeteket is (NIH, Royal Society). Nemzetközi elfogadottságát jól jelzi, hogy több mint 40 ország csaknem 500 intézményével van közös publikációja.
Hegyi Péter a Szegedi Tudós Akadémia egyik alapítója és a Transzlációs Medicina magyarországi meghonosításának kezdeményezője. A Szegedi Tudós Akadémia, melynek Hegyi professzor a programigazgatója, egy olyan multigenerációs tehetséggondozó iskola, mely hidat képez a különböző korosztályok és iskolatípusok között. Több mint 100 gimnázium 1000 diákját vonták be a programba. Közülük a legtehetségesebbek, akik egyetemistaként folytatják tanulmányaikat, az SZTA ösztöndíjasaiként bekapcsolódhatnak a magyar és a nemzetközi mentorok vezette kutatócsoportok munkájába.

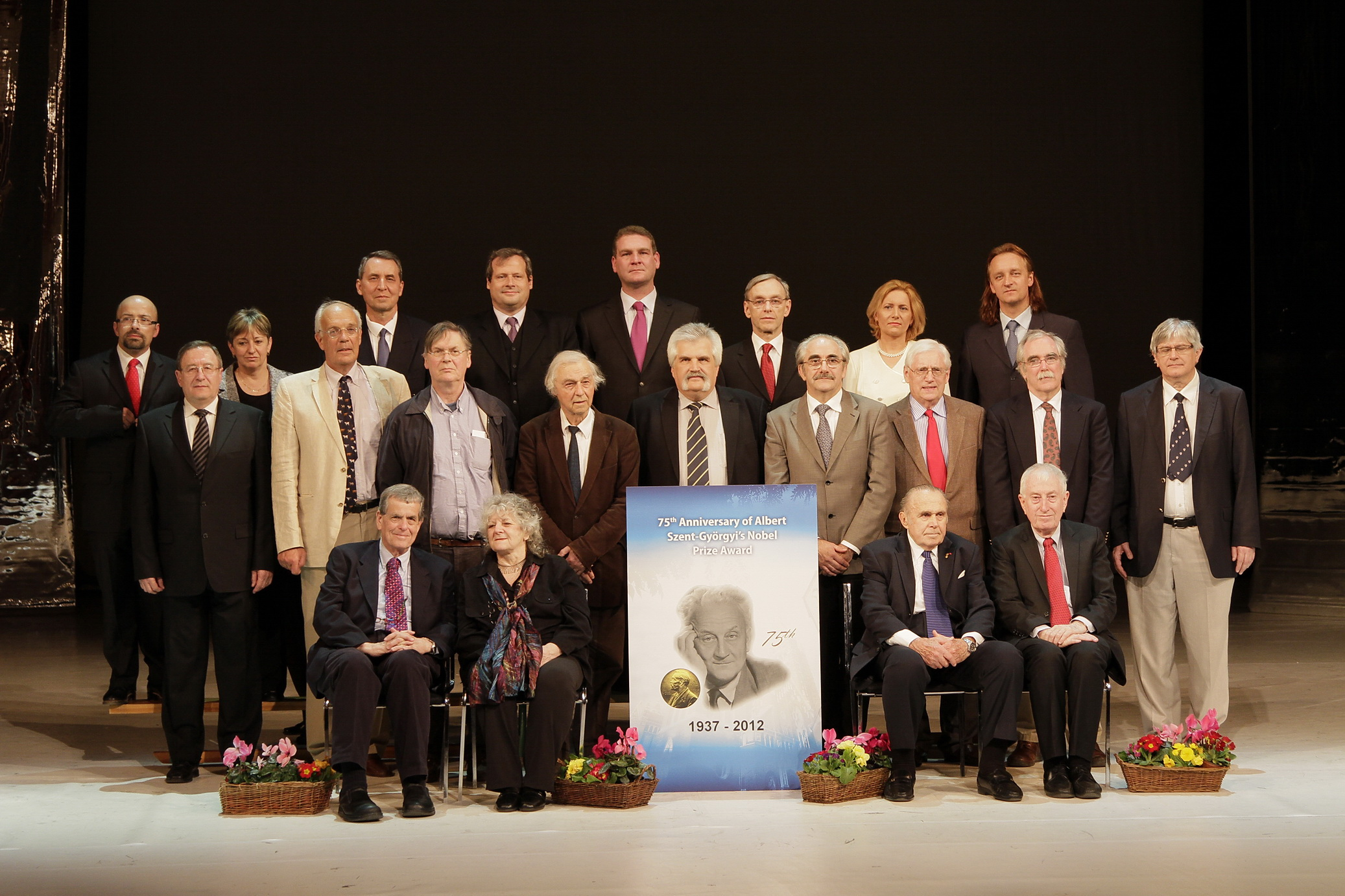
Szent-Györgyi Albert Nobel-díjának 75. évfordulója alkalmából rendezett nemzetközi konferencia, 2012.

 A Transzlációs Medicina az orvoslásnak egy olyan viszonylag új irányzata, mely összeköti a tudományos kutatást és a betegellátást. Ezzel felgyorsítja a tudományos eredményeknek a betegek javára történő visszafordítását. A TM költséghatékonysága mellett jelentősen javíthatja a betegek életkörülményeit, meggyorsíthatja a gyógyulás folyamatát illetve egyes betegségtípusoknál csökkentheti az elhalálozást. Hegyi Péter vezetésével a Pécsi Tudományegyetem Általános Orvostudományi Karán jött létre Magyarország első Transzlációs Medicina Intézete 2016-ban. A pécsi központ alapvető szervező szerepet tölt be a magyarországi és nemzetközi transzlációs medicina fejlesztésében és  kapcsolathálózatának kiépítésében.
Hegyi Péter több nemzetközi konferencia szervezésében is részt vett. Ezek közül kiemelendő a 2009-es Európai Pankreász Társaság (European Pancreatic Club) 41. Konferenciája és a 2012-es Szent-Györgyi Albert Nobel-díjának 75. évfordulója alkalmából rendezett Konferencia és Emlékülés Szegeden. Az eseményen 9 Nobel-díjas kutató vett részt.
Hegyi Péter tanítómesterei között tartja számon Takács Tamás gasztroenterológust, az SZTE ÁOK I. sz. Belgyógyászati Klinikájának professzorát, Varró Andrást, az SZTE ÁOK Farmakológiai és Farmakoterápiás Intézetének professzorát, Barry Argent-et, a Newcastle Egyetem professzorát és Bert Sakmann Nobel-díjas fiziológust.

## Labdarúgó-játékvezetői karrier
Hegyi Péter 1991-ben tett labdarúgó-játékvezetői vizsgát Szegeden. 6 év megyei és NBIII-as játékvezetést követően 1996-ban került fel az NBI asszisztensi, 2002-ben pedig a FIFA keretbe. 1999-től összesen 4 évet dolgozott kutatóorvosként Angliában, melynek során az Angol labdarúgó-szövetség is felvette játékvezetői közé. Összesen 40 UEFA/FIFA klubcsapat és válogatott tétmérkőzésen működött közre, mint például a Manchester City, a Newcastle United, az Athletico Bilbao és a VfB Stuttgart meccsein. Közülük kiemelendő a 2003-as U19-es EB döntő (Olaszország - Portugália). Angliában 189 mérkőzést vezetett az Angol Premier és Football Liga Tartalék bajnokságaiban és az FA-kupában, beleértve a Liverpool - Everton megyei FA-kupadöntőt is. Magyarországon 114 NBI-es mérkőzésen, szuperkupa és ligakupa döntőkön működött közre. 2017. augusztus 31-én a Pécs - FTC mérkőzés vezetésével búcsúzott az aktív játékvezetéstől.
2012-ben a Magyar Labdarúgó-szövetség felterjesztésére az UEFA Játékvezető Bizottság (Konvenció) tagja lett, ahol Pierluigi Collina és Marc Batta felkérésére négy ország játékvezetését (Észak-Írország, Skócia, Szlovénia és a világbajnok Németország) segíti és felügyeli. Ebben a pozíciójában az UEFA 2015-ben megerősítette.
1996 óta tagja a Játékvezető Testület Oktatási Bizottságának és ő a FIFA Labdarúgás Játékszabályainak MLSZ által megbízott hivatalos fordítója is. Angliai tanulmányai idején megismerkedett az angol játékvezetők oktatási anyagával, a labdarúgás játékszabályainak dia formájú összeállításával. Ezt az anyagot fordította le, állította össze 2003-ban Győri Lászlónak, az országos Oktatási Bizottság vezetőjének közreműködésével. Ez az anyag a magyar labdarúgó-játékvezetők játékszabály oktatási segédanyaga. 2012-2015 között az MLSZ Csongrád Megyei JB elnöke volt. Magyarországon, Angliában és Európa több országában több mint 100 előadást tartott a labdarúgás játékszabályairól, a játékvezető szerepéről.

## Néptánc
Hegyi Péter 8 évesen kezdett táncolni az ÉDOSZ Szeged Táncegyüttesben Nyisztor György csoportjában Nagy Albert vezetése mellett. Táncosként a legaktívabb periódusa 1986-1990 között volt. Ekkor heti 8 próbán vett részt és többször fellépett profi táncegyüttesekkel a Szegedi Szabadtéri Játékokon is.  1990-ben Tímár Sándor, az Állami Népi Együttes vezetője profi táncosnak hívta együttesébe, , ő azonban az orvosi karriert választotta. A néptánccal való kapcsolat azóta sem szakadt meg, szinte az egész család táncol és az általa szervezett konferenciák programjából sem maradhat ki a néptánc, ilyenkor szinte mindig ő is színpadra lép.
Koreográfiákat 1988 óta készít. Legjelentősebb koreográfiái: Katonakísérő (1989), Nagyecsedi táncok (2008), Palóc táncok (2009), Kalotaszegi táncok (2012), Fekete-Fehér (2013), Apáról fiúra (2017).

## Publikációk
- Hegyi Péter Google Scholar lapja

Hegyi P, Maléth J, Walters JR, Hofmann AF, Keely SJ. Guts and Gall: Bile Acids in Regulation of Intestinal Epithelial Function in Health and Disease. PHYSIOL REV. 2018 Oct 1;98(4):1983-2023. doi: 10.1152/physrev.00054.2017. Review.
Maléth J, Balla Z, Kui B, Balázs A, Katona M, Judák L, Németh I, Pallagi P, Kemény LV, Rakonczay Z Jr, Viktória Venglovecz V, Földesi I, Pető Z, Somorácz A, Borka K, Perdomo D, Lukacs GL, Gray MA, Monterisi S, Zaccolo M, Sendler M, Mayerle J, Kühn JP, Lerch MM, Sahin-Tóth M, Hegyi P.: Alcohol Disrupts Levels and Function of the Cystic Fibrosis Transmembrane Conductance Regulator to Promote Development of Pancreatitis. 
GASTROENTEROLOGY 2015 Feb;148(2):427-39.e16. doi: 10.1053/j.gastro.2014.11.002. Epub 2014 Nov 7.
- Highlighted in Nature Reviews HG

Pallagi P, Venglovecz V, Rakonczay Z, Borka K, Korompay A., Ózsvári B, Judák L, Sahin-Tóth M, Geisz A, Schnúr A, Maléth J, Takács T, Gray MA, Argent BE, Mayerle J, Lerch MM, Wittmann T and Hegyi P.: Trypsin reduces pancreatic ductal bicarbonate secretion by inhibiting CFTR Cl. Channels and luminal anion exchangers. GASTROENTEROLOGY, 141:(6) pp. 2228-2239. (2011)
Maleth J, Venglovecz V, Rázga Zs, Tiszlavicz L, Rakonczay Z, Hegyi P.: The non-conjugated chenodeoxycholate induces severe mitochondrial damage and inhibits bicarbonate transport in pancreatic duct cells GUT 2011 Jan;60(1):136-8.
Venglovecz V, Rakonczay Z, Ozsvari B, Takacs T, Lonovics J, Varro A, Gray MA, Argent BE, Hegyi P.: Effects of bile acids on pancreatic ductal bicarbonate secretion in guinea pig GUT 57:  (8)1102-1112 (2008)